# Harukichi Hyakutake
Pour les articles homonymes, voir Hyakutake.
Harukichi Hyakutake (百武 晴吉, Hyakutake Harukichi), né le 25 mai 1888 dans la préfecture de Saga au Japon et mort le 10 mars 1947, était un général dans l'armée impériale japonaise pendant la Seconde Guerre mondiale. Il est parfois dénommé Haruyoshi Hyakutake ou Seikichi Hyakutake. Deux de ses frères aînés, Saburo Hyakutake et Gengo Hyakutake étaient des amiraux de la marine impériale japonaise.
Il a participé à la guerre sino-japonaise, aux batailles de Nouvelle-Guinée et de Guadalcanal et à la campagne des îles Salomon.

## Biographie
Hyakutake est né dans la préfecture de Saga, il a obtenu son diplôme d'officier d'infanterie de la classe 21 de l'Académie de l'armée impériale japonaise en 1909. Les généraux Kanji Ishiwara et Jō Iimura étaient parmi ses camarades de classe, comme le dirigeant chinois Tchang Kaï-chek. Il fréquente ensuite la classe de 33e de École militaire impériale du Japon en 1921, où il étudie la cryptanalyse, et est affecté à l'état-major général de l'armée impériale japonaise après l'obtention du diplôme.
De 1925 à 1927, comme lieutenant-colonel, Hyakutake occupe le poste de représentant japonais en Pologne. En 1928, il est affecté au quartier général de l'armée du Guandong en Chine. En tant que colonel, il travaille à l'école de l'armée en 1932 puis en tant que chef de section dans l'état-major général jusqu'en 1935. Après avoir commandé le 78e régiment d'infanterie pendant un an, en 1936, il devient surintendant de l'école militaire préparatoire de Hiroshima et est promu général de brigade en mars 1937.
En août 1937, Hyakutake devient surintendant de l'école militaire. En mars 1939, il prend le commandement de la 4ebrigade mixte indépendante et est promu au grade de général de division en août de la même année. De février 1940 à avril 1941, il commande la 18e division japonaise.
En mai 1942, Hyakutake commande la 17e armée japonaise dont le siège est à Rabaul, dans le Pacifique du Sud-Ouest. Il s'implique en Nouvelle-Guinée, à Guadalcanal, et dans la Campagne des îles Salomon. Il commande ensuite les unités japonaises dans les îles Salomon, principalement à Bougainville. Lui et ses forces ont été piégés sur Bougainville, lorsque les Alliés ont établi un périmètre fortifié au cap Torokina. Hyakutake a été coupé de renforts et de ravitaillement. Ses attaques contre le périmètre ont échoué, et son armée a été forcé de vivre sous la terre, se cachant dans des grottes dans la jungle pour le reste de la guerre.
Hyakutake a été démis de ses fonctions en février 1945 par le général Masatane Kanda.
Il est décédé le 10 mars 1947 d'un accident vasculaire cérébral.

## Décorations
- Médaille de la Guerre de la grande Asie orientale